# Luise Hohorst
Luise Hohorst (* 2. Juni 1884 in Moskau, Russisches Kaiserreich; † 30. Januar 1950 in München) war eine deutsche Bühnen- und Filmschauspielerin.

## Leben und Wirken
Luise Hohorst verbrachte ihre Kindheit im zaristischen Russland und hatte ihre Schauspielausbildung zu Beginn des 20. Jahrhunderts erhalten. Seit 1912 war die später zur Kammerschauspielerin ernannte Künstlerin eng mit dem Bayerischen Staatsschauspiel in München verbunden. Hier bewies sie sich rasch als vielseitige Charaktermimin. In einem Nachruf hieß es “Merkwürdig versponnene, hintergründige ältere Frauen waren ihr Fach, beschattet im Tonfall und intensiv in der Atmosphäre.” Hohorsts Paraderolle war die russische Fürstin in Max Mohrs Stück Improvisationen im Juni. Weiter heißt es dazu im Nachruf: “Hier vereinte sich ihre Vorliebe für das Schrullige, ihre fast männliche Intelligenz und Abenteuerlust mit den Erinnerungen an ihre in Moskau verbrachte Kindheit”. Weitere Theaterrollen absolvierte sie unter anderem mit der Wirtin in August Strindbergs Rausch und mit der Großmutter in Molières Tartuffe.
Nebenbei nahm Luise Hohorst nach dem Ersten Weltkrieg auch die eine oder andere Stummfilmrolle kleiner Münchner Produktionsfirmen an. Auch in Bavaria-Filmen der 1930er und frühen 1940er Jahren konnte man die Wahl-Münchnerin hin und wieder sehen. Inmitten des Zweiten Weltkriegs zog sie sich allmählich von der Schauspielerei zurück; der Grund dafür war die zunehmende Schwäche ihrer Augen und eine Verletzung infolge eines alliierten Bombenangriffs, die sie 1943 in einem Eisenbahnwaggon knapp überlebte. Ihr rechtes Bein musste amputiert werden. Daraufhin widmete sie sich der schauspielerischen Nachwuchsausbildung und dem Verfassen von Gedichten. Sie stand 1944 in der Gottbegnadeten-Liste des Reichsministeriums für Volksaufklärung und Propaganda.
Mit der Schriftstellerin Ricarda Huch verband sie eine enge Freundschaft. Zuletzt machte sie von sich reden als Übersetzerin russischer Lyrik ins Deutsche. Luise Hohorst starb 65-jährig in ihrer jahrzehntelangen Wirkungsstätte München.

## Filmografie
- 1920: Die Liebe vom Zigeuner stammt … (Mitwirkung unsicher)
- 1924: Zwei Kinder
- 1927: Das Spielzeug schöner Frauen
- 1936: Ein Hochzeitstraum
- 1936: Die Nacht mit dem Kaiser
- 1939: Befreite Hände
- 1940: Das Fräulein von Barnhelm
- 1941: Das Mädchen von Fanö
- 1943: Die schwarze Robe